# Геј литература
Геј литература је колективни израз за литературу произведену или за ЛГБТ заједницу која укључује ликове, цртеже линије и / или теме које приказују хомосексуално понашање мушкараца. Термин се данас најчешће користи за посебно геј мушку литературу, са посебним жанром лезбијске литературе који постоји за жене. У историји, термин „геј књижевност“ се понекад користио да покрива и геј мушку и лезбијску литературу.

## Преглед и историја
Будући да је друштвена прихваћеност хомосексуалности варирала у многим светским културама током историје, ЛГБТ литература је обухватила широку лепезу тема и концепата. ЛГБТ особе се често обраћају литератури као извору потврде, разумевања и улепшавања истополне привлачности. У контекстима у којима је хомосексуалност негативно схваћена, ЛГБТ литература може такође документовати психолошке стресове и отуђеност претрпених од оних који доживљавају предрасуде, законску дискриминацију, АИДС, само-мржњу, насиље, верску осуду, порицање, самоубиство, прогон и друго.
Теме љубави између појединаца истог пола налазе се у разним древним текстовима широм света. Посебно су стари Грци истраживали ову тему на различитим нивоима у радовима као што је Платонов симпозијум .

### Древна митологија
Многе митологије и религиозни наративи укључују приче о романтичној наклоности или сексуалности међу људима или приказују божанске радње које резултирају променама пола. Ови митови су интерпретирани као облици ЛГБТ изражавања и на њих су примењене савремене представе о сексуалности и роду. Митови су користили од стране појединих култура, делимично да објасне и потврде своје посебне друштвене институције или да објасне узрок трансродног идентитета или хомосексуалности.
У класичној митологији, мушки љубавници су се приписивали древним грчким боговима и херојима, као што су Зевс, Аполон, Посејдон и Херакле (укључујући Ганимед, Хијакинт, Нерит и Хила), као одраз и валидацију традиције педерастије .

### Рани радови
Иако Хомер изричито није приказао јунаке Ахила и Патрокла као хомосексуалце у Илијади, каснији антички и савремени аутори представили су њихову интензивну везу као такву. У својој изгубљеној трагедији 5. века пре нове ере, Мирмидон, Есхил представља Ахила и Патрокла као геј љубавнике. У преживелом фрагменту представе, Ахил говори о нашим честим пољупцима и побожном сједињењу бедара. Платон то чини у свом Симпозијуму (385–370 пне); говорник Федон наводи Есхила и држи Ахила за пример како ће људи бити храбрији и жртвовати се за своје љубавнике. У свом говору Против Тимаркса, Аесцхинес тврди да, иако скрива њихову љубав и избегава да им име даје пријатељство, Хомер је претпостављао да ће образовани читаоци разумети велику величину њихове наклоности. Платонов Симпозијум такође укључује мит о стварању који објашњава хомо- и хетеросексуалност (говор Аристофана ) и слави педерастичку традицију и еротску љубав између мушкараца (Паусанијев говор).
Традиција педерастије у древној Грчкој (већ 650. године пре нове ере) и касније прихватање ограничене хомосексуалности у старом Риму увели су свест о мушко-мушкој привлачности и сексу у древну поезију . У другој Еклози Вергилијевој (1 век пне), пастир Коридон прокламује своју љубав за дечака Алексис. Неке од еротских поезија Катула у истом веку усмерене су и на друге мушкарце ( Кармен 48, 50 и 99 ), а у венчаници (Кармен 61) он приказује мушки конкубинат о замени са будућом женом његовог господара. Први ред његове злогласне инвективне Кармен 16 - који је назван "једним од најглупљих израза икад написаним на латинском - или било ком другом језику, у том смислу" - садржи експлицитне сексуалне чинове хомосексуалаца.
Сатирикон, Петронијев латинични фикцијски рад у коме се детаљно описују несреће Енколпија и његовог љубавника, згодног и промискуитетног шеснаестогодишњег дечака званог Гитон. Написан у 1. веку АД за време владавине Нерона, то је најранији познати текст који приказује хомосексуалност.
У славном јапанском делу Прича о Гењи, који је написао Мурасаки Шикибу почетком 11. века, насловног лика Хикару Гењи одбацује дама Утсусеми у 3. поглављу и уместо тога спава са њен млађи брат: "Гењи је повукао дечака поред себе... Гењи је дечака сматрао привлачнијим од своје хладне сестре." 
Алкибијад, објављен анонимно 1652. године, италијански је дијалог написан као одбрана хомосексуалне содомије . Прво такво експлицитно дело за које је познато да је написано од давнина, чија је намена као " карнивалеска сатира ", одбрана педерастије или дело порнографије, непознато је и расправљано.

### 18. и 19. век
Ера позната као доба просветитељства (1650-их до 1780-их) створила је, делом, општи изазов традиционалним доктринама друштва у западној Европи. Посебно интересовање за класичну еру Грчке и Рима, „као узор савременог живота“, увело је грчко уважавање голотиње, мушког облика и мушког пријатељства (и неизбежне хомоеротске претензије) у уметност и књижевност. У овом тренутку било је уобичајено да геј аутори укључују алузије о грчким митолошким ликовима као код који би хомосексуални читаоци препознали. Геј мушкарци из тог доба „уобичајено су древну Грчку и Рим сматрали друштвима у којима су се хомосексуални односи толерисали, па чак и охрабривали“, а референце на те културе могле би да идентификују симпатије аутора или књиге са геј читатељима и геј темама, али их директни читаоци вероватно превиде . Упркос „повећаној видљивости квир понашања“ и просперитетним мрежама мушке проституције у градовима попут Париза и Лондона, хомосексуална активност била је забрањена у Енглеској (и шире, у Сједињеним Државама) већ у Закону о грешкама из 1533 . Широм Европе у 1700-им и 1800-има законска казна за содомију била је смрт, што је чинило опасним објављивање или дистрибуцију било чега са отвореним геј темама. Јамес Јенкинс из Валанцоурт Боокс-а напоменуо је:
"Овакве врсте кодираних, подтекстуалних начина писања о хомосексуалности биле су често неопходне, јер су све до 1950-их британски аутори могли бити кривично гоњени због отвореног писања о хомосексуалности, а у САД-у би се аутори и издавачи могли суочити и са правном радњом и сузбијањем својих књига, а да не спомињемо социјалну или моралну осуду која би могла окончати ауторову каријеру. "
Многи аутори ране готске фикције, попут Метју Левиса, Вилијама Томаса Бекфорда и Франциса Латхома, били су хомосексуални те би сублимирали ове теме и изразили их у прихватљивијим облицима, користећи трансгресивне жанрове попут готске и хорор фикције. Насловни лик Левисовог „Монаха“ (1796) заљубио се у младог новака Росарија, и иако се касније Росарио открива као жена по имену Матилда, геј подтекст је јасан. Слична се ситуација дешава у Фаталној освети Чарлса Матурина (1807) када слуга Ципријан моли свог господара Иполита да га пољуби као да је Иполитова женска љубавница; касније је откривено да је Ципријан такође откривен као жена. Стокеров роман Дракула(1897) има своје хомоеротске аспекте, као кад гроф Дракула упозори женске вампире и тврди Џонатана Харкера, рекавши "Овај мушкарац припада мени!"